# Казнены на рассвете…
«Казнены на рассвете…» — советский чёрно-белый историко-биографический фильм 1964 года, посвящённый судьбе старшего брата Ленина — молодого революционера Александра Ильича Ульянова и его товарищей.

## История создания
В 1967 году в СССР готовились отметить полувековой юбилей Великой Октябрьской революции, поэтому к середине 1960-х возникает повышенный интерес к историческим событиям, так или иначе связанным с темой «революционного воспитания народа». Сценарий фильма об Александре Ульянове, наряду с такими картинами как: «Год как жизнь», «Софья Перовская», «Шестое июля» и других, отражал потребность общества в историко-биографических картинах о событиях предреволюционных и революционных лет.
Режиссёром выступил Евгений Андриканис, до того принимавший участие в создании нескольких историко-революционных картин в качестве оператора и снявший единственный художественный фильм «Северная повесть» 1960 года. Андриканис проделал огромную подготовительную работу над сценарием новой картины, первоначально представленным ему в несколько схематичном и недоработанном виде; ознакомился с архивными документами, протоколами допросов, судебного разбирательства, с административными записками и характеристиками осуждённых. Многие сцены были сняты в тех же местах, где происходили события: в актовом зале университета, в Петропавловской
крепости, в Шлиссельбурге.
Во время съёмок финальной сцены фильма — сцены казни — режиссёр совместно с главными актёрами читали и анализировали произведение Леонида Андреева «Рассказ о семи повешенных», чтобы, как говорил Андриканис, «понять психологию людей, осуждённых на смерть за убеждения». Тогда же родился окончательный вариант названия фильма — «Казнены на рассвете».
Биографами отмечается, что творческий интерес Евгения Андриканиса к революционной тематике подогревался интересом к судьбе своего дяди — известного революционера Николая Павловича Шмита, погибшего во время революционных событий 1907 года. Влияние этой семейной трагедии на тематику творчества режиссёра усматривается во многих его фильмах.

## Сюжет
Власти арестовывают группу молодых революционеров, членов террористической фракции «Народной воли» — Александра Ульянова и его товарищей, готовивших покушение на императора Александра III. Сюжет, в целом соответствуя исторической канве событий, повествует о заключительном периоде жизни Александра Ульянова и демонстрирует сцены суда над революционерами, прощания Александра с матерью, психологических переживаний героя и, наконец, казни.
Примечательно, что в фильме нет самого Ленина, которому на тот момент (в 1887 году) было семнадцать лет; однако в финальной заставке фильма содержится неполная цитата Владимира Ильича из «Доклада о Революции 1905 года»: «Несомненно, эти жертвы пали не напрасно, они способствовали — прямо или косвенно — последующему революционному воспитанию русского народа».

## В ролях
- Вадим Ганшин — Александр Ульянов
- Г. Федюшенко — Шевырёв
- Борис Голдаев — Осипанов
- Константин Худяков — Андреюшкин
- Анатолий Семёнов — Генералов
- Владимир Честноков — Менделеев
- Виктор Речман — Канчер
- Владимир Лебедев — ректор университета
- Валентин Грачёв — Новорусский
- Елизавета Солодова — Мария Александровна Ульянова
- Татьяна Конюхова — Анна Ильинична Ульянова
- Валентина Беляева — Мария Алексеевна Ананьина
- Андрей Файт — генерал
- Евгений Тетерин — первый сенатор
- Светлана Швайко — Таня
- Пётр Соболевский — генерал Грессер
- Валерий Головненков — Иван Сергеевич, рабочий
- Сергей Курилов — прокурор
- Яков Беленький — Фёдоров, генерал-майор
- Любовь Малиновская — прохожая
- Дмитрий Орловский — рабочий, член кружка (нет в титрах)
- Юрий Серебряков — Пётр Ильич Чайковский

## Отзывы
За восемь месяцев картину в СССР посмотрело более 15 млн зрителей.
По результатам социологического исследования, проведенного в 1965 году сотрудниками сектора социологии Уральского отделения Академии наук СССР В. Волковым и профессором Л. Н. Коганом, фильм «Казнены на рассвете» оказался наиболее высоко оценённым зрителями, наряду с такими картинами, как «Председатель», «Отец солдата», «Нюрнбергский процесс» и «Жили-были старик со старухой».
На студию «Мосфильм» приходили десятки писем с отзывами; в том числе от лётчиков-космонавтов Павла Беляева и Алексея Леонова:
«С глубоким волнением смотрели картину о старшем брате В. И. Ленина — Александре Ульянове „Казнены на рассвете“. Очень рады, что творческий коллектив „Мосфильма“ создал такой незабываемый волнующий фильм. Особенно мы были тронуты сценами суда, прощания матери с Александром и, наконец, сценой казни».